# Eurodryas deficiens
Eurodryas deficiens är en fjärilsart som beskrevs av Cabeau 1928. Eurodryas deficiens ingår i släktet Eurodryas och familjen praktfjärilar. Inga underarter finns listade i Catalogue of Life.